# Mikojan-Gurewitsch MiG-105
Die Mikojan-Gurewitsch MiG-105 Spiral (russisch Микоян-Гуревич МиГ-105 Спираль, Spitzname: Lapot (лапоть) für Bastschuh – wegen der Bugform) war ein einsitziges Experimentalgleitflugzeug für das in der Sowjetunion ab 1965 verfolgte Programm Spiral 50-50. Dieses hatte ein Raumfahrzeug mit wiederverwendbaren Komponenten zum Ziel.
Die MiG-105 als Vorläufer für den geplanten Raumgleiter (OS) hatte eine Deltatragfläche, deren Außenbereiche nach oben klappbar waren (Prototyp MiG-105-11 noch mit starrer Tragfläche) und zu einer Tragrumpf-Konfiguration führen sollten. Der Raumgleiter wäre zusammen mit einem Booster (RB) von einem Überschallträgerflugzeug (GSR) gestartet worden. Die Entwicklung Spiral wurde 1978 zugunsten der Entwicklung der Raumfähre Buran eingestellt.

## Funktion
Ein Überschallträgerflugzeug (Entwicklungsauftrag: Tupolew) sollte einen Booster mit dem darauf befestigten Raumgleiter bis in eine Höhe von 20.000 bis 24.000 Metern bringen. Bei einer Geschwindigkeit von Mach 4 sollte der zweistufige Booster zünden und den Raumgleiter in einen niedrigen Orbit in 130 km Höhe bringen. Von dort aus sollte der Raumgleiter, der mit einem Haupt- und einem Hilfstriebwerk ausgestattet war, aus eigener Kraft bis in einen Orbit von über 200 km Höhe fliegen können. Der Raumgleiter sollte nach seiner Orbitalmission, worunter militärische Aufklärungs- oder Angriffsmissionen verstanden wurden, mit etwa Mach 8 wieder in die Erdatmosphäre eintreten und nach dem Herunterbremsen sowie dem Herunterklappen der seitlichen Leitflächen im Gleitflug landen können. Die Kufen am Raumgleiter sollten für die Landung auf Landebahnen aus gestampfter Erde geeignet sein.

## Zeittafel
- 1960 – Beginn der Konzeption
- 1964 – Verabschiedung eines Fünfjahresplan 1964–1969 zur militärischen Weltraumfahrt
- 1965 – offizieller Beginn des Spiral-Programms im Rahmen des Fünfjahresplans
- 1969 – Beendigung des Spiral-Programms
- 1974 – Wiederaufnahme des Spiral-Programms
- 1976 – 11. Oktober, erster Unterschalltestflug der 105-11 bis in 560 m Höhe, Start von einer Landebahn in der Nähe Moskaus[2]
- 1976 – 27. November, erster Testflug der 105-11 mit einem Abwurf von einer Tu-95K aus 5.500 Metern Höhe
- 1978 – 1. September, achter und letzter erfolgreicher Atmosphärenflug der 105-11, erhebliche Beschädigung der Flugzeugzelle bei der Landung, weil der von der Sonne geblendete Pilot Wassili Urjadow aufgrund falscher Angaben vom Boden rechts neben der Piste landete.[2]

## Versionen
- 105-11 – Unterschallprototyp für Atmosphärenflug (EPOS), 2×Kolessow RD-36[2]
- 105-12 – Überschallprototyp für Atmosphärenflug
- 105-13 – Überschallprototyp für Orbitalflug

## Testpiloten
Im Juli 1965 wurde unter der Leitung von Wostok-2-Veteran German Titow eine Gruppe sowjetischer Kosmonauten zusammengestellt, die für Spiral ausgebildet werden sollten. Außer Titow waren dies Georgi Dobrowolski, Anatoli Filiptschenko, Anatoli Kuklin und Alexander Matintschenko. Eine weitere Gruppe wurde im Dezember 1967 zusammengestellt. Sie bestand aus Leonid Kisim, Wladimir Koselski, Wladimir Ljachow, Juri Malyschew und Alexander Petruschenko. Im Dezember 1973 gehörten der Spiral-Gruppe die Kosmonauten Jewgeni Chrunow, Waleri Illarionow, Kisim, Koselski, Ljachow und Malyschew an.
Parallel dazu gab es auch eine Gruppe von Testpiloten der Luftwaffe, der ab 1976 Aviard Fastowez vorstand.

## Verbleib
Der Prototyp mit der Nummer 11 für die Unterschallatmosphärenflüge steht heute im Zentralen Museum der Luftstreitkräfte der Russischen Föderation in Monino bei Moskau.
Die Prototypen 105-12 und 105-13 sind unterschiedlichen Quellen zufolge ebenfalls gebaut worden. Hiervon war 105-12 bei Beendigung des Programms offenbar sogar einsatzbereit. Über eventuelle Flüge von 105-12 oder 105-13 gibt es keine Angaben, der Verbleib dieser Prototypen ist unbekannt.

## Weitere Projekte
Das Projekt Spiral sollte schließlich zur Entwicklung eines Raumgleiters in den Versionen eines Aufklärers, eines Abfangjägers und eines Bombers führen. Diese Weiterentwicklungen waren dann wiederum Inhalt des Uragan-Projektes, das aber nach der Beendigung des Spiral-Projektes nur noch in Form einer Propagandafinte inszeniert wurde, um die USA zu verunsichern.
Die Entwicklung der Raumfähre Buran konnte von den Erkenntnissen aus dem Spiral-Programm ebenfalls profitieren. So wurden zur Erprobung der Hitzeschilde des Buran mehrere Generationen von unbemannten Testkörpern der BOR-Reihe gebaut, die in der Anfangsphase allesamt die Geometrie und die Flugeigenschaften des Spiral-Raumgleiters hatten. Auch die Entwicklungsteams, die Testmethoden und das Zuliefernetzwerk von Spiral wurden zu großen Teilen in das Buran-Programm übernommen.

## Technische Daten
| Kenngröße            | Daten                             |
| -------------------- | --------------------------------- |
| Besatzung            | 1                                 |
| Länge                | 8,50 m                            |
| Basis-Durchmesser    | 2,80 m                            |
| max. Durchmesser     | 2,80 m                            |
| Spannweite           | 6,40 m                            |
| Tragflächenform      | Deltaflügel                       |
| Masse                | 4220 kg                           |
| Haupttriebwerk Schub | 14.700 kN                         |
| Treibstoff           | 500 kg                            |
| Hilfstriebwerk Schub | 784 N                             |
| Startfahrzeug        | Sojus-Rakete (GRAU-Index 11A511U) |